# Pedra de Tjängvide
A Pedra de Tjängvide (em sueco:  Tjängvidestenen; pronúncia aproximada chêng-vide-stenen) é uma pedra rúnica com gravuras, datada para os anos 700-800 da Era Viquingue, e encontrada em Tjängvide, na ilha sueca da Gotlândia. Esta pedra apresenta uma imagem do deus Odin, montando um cavalo de 8 patas - provavelmente Sleipnir, e um barco viquingue com vela larga içada.
Foi descoberta em 1844, e encontra-se presentemente no Museu Histórico de Estocolmo.